# 奧塞奇納

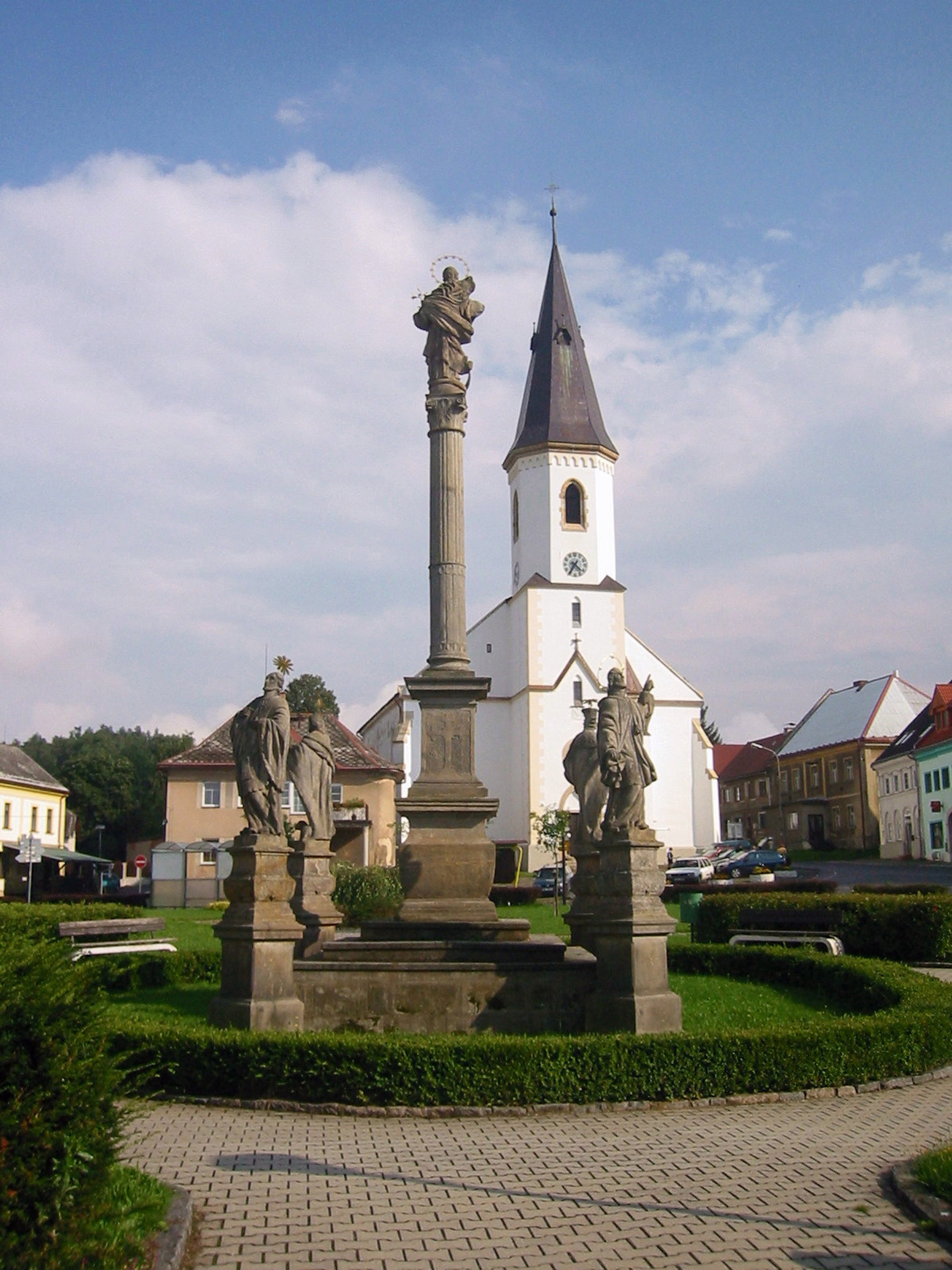

奧塞奇納是捷克的城鎮，位於該國北部普洛烏奇尼采河畔，距離首府利貝雷茨約10公里，由利貝雷茨州負責管轄，面積28.06平方公里，海拔高度374米，2012年人口1,056。

## 外部連結
- Municipal website （页面存档备份，存于）